# Zaccaria Banti

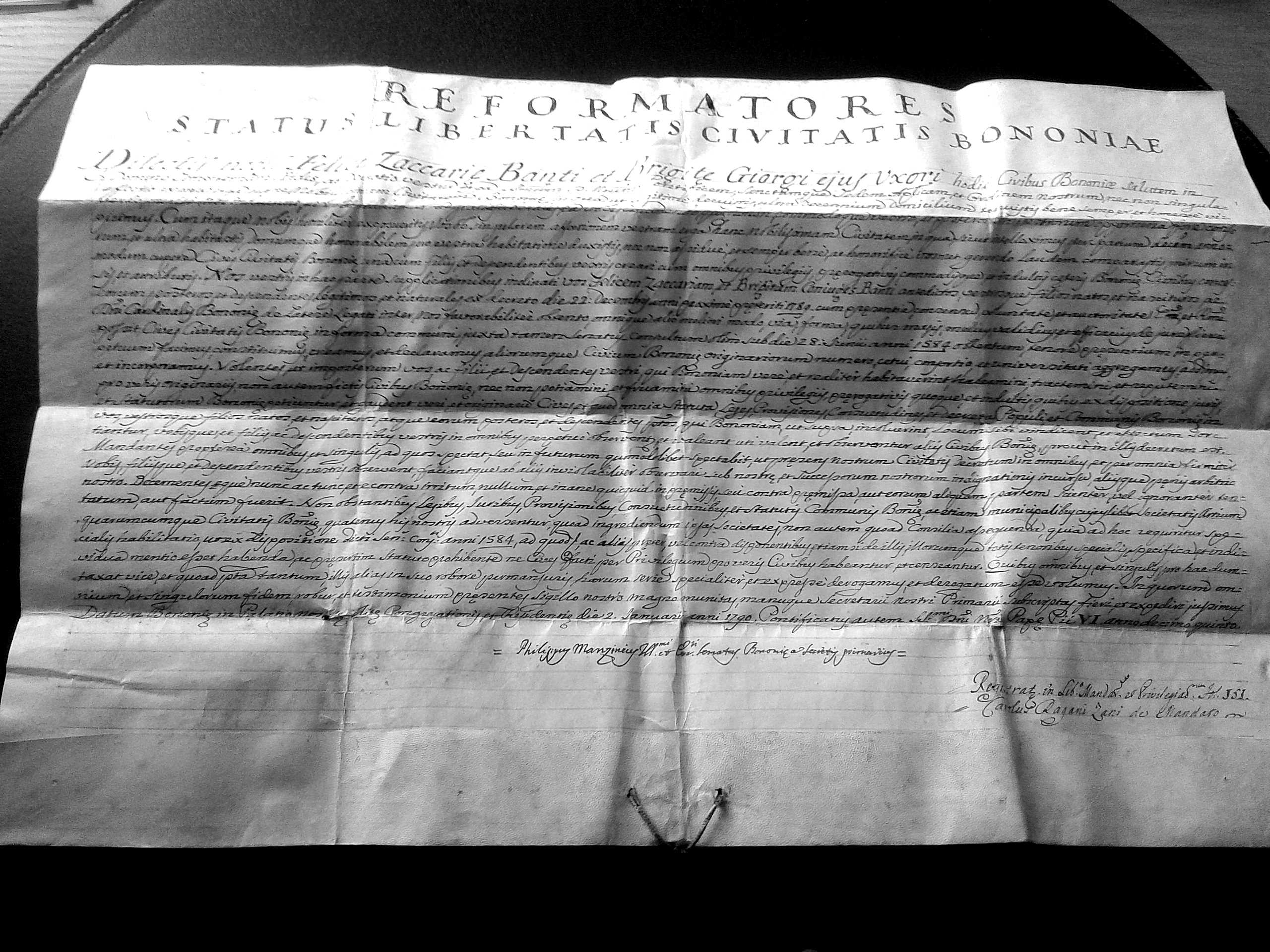
Reformatores status libertatis Civitatis Bononiae Dilectis nobis Felici Zaccarie Banti et Brigite Giorgi eius uxori...decreto die 22 decembris 1789.... Papae PII VI annodecimoquinto (1790)

Zaccaria Banti (1756 c. – Bologna, 18 febbraio 1836) è stato un ballerino e coreografo italiano.

## Biografia
Zaccaria Banti era figlio d'arte in quanto la madre era una ballerina classica che dal 1756 al 1759 si esibì al Teatro Reale di Londra. Il padre può essere stato Giuseppe Banti, ballerino e affermato coreografo. Faceva parte di una famiglia di ballerini e cantanti di livello internazionale.
Non si conosce la data esatta di nascita di Zaccaria che si colloca nei primi anni del 1750. Forse nacque a Londra dove è segnalato in quel periodo con la sorella Felicita. A Londra conobbe in seguito la sua futura moglie la cantante Brigida Giorgi che sposerà ad Amsterdam nel 1779 e che diventerà una delle più famose soprano dei suoi tempi con il cognome e il sostegno del marito. 

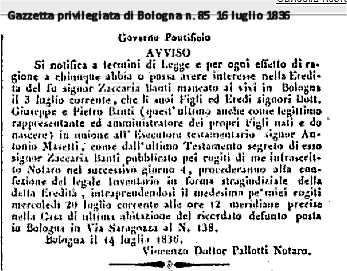
Giuseppe e Pietro Banti figli ed eredi di Zaccaria Banti 1836

La coppia ufficialmente ebbe due figli maschi nati durante le loro tournée nei teatri delle capitali europee: 
- Pietro, nacque a Varsavia nel 1787, fu tenuto a battesimo dal re di Polonia, Stanislao Poniatowski, in persona[2]
- Giuseppe, nacque a Madrid nel luglio del 1793, fu tenuto a battesimo dalla duchessa di Osuna, María Josefa Pimentel[3] Nel 1869, sessant'anni dopo, Giuseppe pubblicò una breve biografia della madre Brigida Giorgi Banti .
- La coppia, o uno dei due coniugi, avrebbe avuto una figlia, Vittoria, nata a Bologna nel 1784 sposata con tale Dott. Barbieri, che non figura tra gli eredi ufficiali di Zaccaria Banti nel 1836 la quale avrebbe commissionato il monumento funebre della madre[4] alla Certosa di Bologna  È citata da: Philip H. Highfill Jr., Kalman A. Burnim and Edward A. Langhans[5]

Zaccaria iniziò la sua carriera teatrale come ballerino e in seguito si dedicò alla coreografia.
A conferma della vasta e internazionale popolarità raggiunta dalla coppia, il 2 gennaio 1790 la città di Bologna conferì a lui e alla moglie, la famosa soprano Brigida Giorgi e ai loro figli presenti e futuri, la cittadinanza onoraria.
Rimase vedovo nel 1806.
Si ritirò a vivere a Bologna in via Saragozza n. 138 dove morì il 18 febbraio 1836 lasciando unici eredi i figli maschi Pietro e Giuseppe.

## Banti artisti di teatro
I Banti erano una famiglia di artisti teatrali, oltre a Zaccaria, la cui madre era probabilmente una ballerina, troviamo:
- Giuseppe Banti, coreografo[7][8], probabile padre di Zaccaria e Felicita
- Lorenzo Banti, ballerino[9]
- Guglielmo Banti, coreografo e ballerino grottesco[10]
- Clementina Banti, 1a ballerina grottesca[11]
- Felicita Banti, 1a ballerina grottesca[12]
- Costanza Banti, cantante attrice[13]
- Carolina Dupetit Banti, 1a ballerina[9]
- Camilla Dupetit Banti, 1a ballerina del teatro Coliseo de los Caños del Peral di Madrid,[14]

Sui reali rapporti di parentela si hanno poche notizie certe, ma di sicuro costituivano un clan famigliare artistico formidabile.